# Sereshbar
 (juin 2018).
Sereshbar (en persan : سرشبار romanisé en Sereshbār et en Sarashbar et également connu sous les noms de Chahārāshpar, Serīshbār, et de Serīsh Bār) est un village de la province de Zanjan en Iran. Lors du recensement de 2006, sa population était de 273 habitants pour 49 familles.